# 韩国的禁毒政策
韩国的禁毒政策是世界上最严格的政策之一。在韩国法律中，公民被禁止吸食毒品，即使他们在毒品合法化国家。
在韩国入境口岸常会有不定时的毒品检测。如果韩国人入境韩国时被检测出吸食过大麻，他们可能会被判处长达五年的有期徒刑。根据韩国法律，种植、运输和持有大麻都是违法的。例如，2018年10月韩国驻加拿大大使馆在该地区大麻使用合法化后也仍旧提示韩国公民：“韩国人即使在大麻合法地区吸食大麻也是违法的”。

## 韩国的毒品政策
在韩国的社会背景下，对禁用清单上的药物重新进行评估是一种有效的手段，可以为药物使用的合理化做出重大贡献。并且这一行为的影响巨大，因为它会影响新的药物清单和价格，所列药物可能会成为经济评估中的重要因素。此外，在韩国，“人们不清楚大麻带来的负面作用”，因为大部分韩国人没有接触过大麻。这也与韩国的文化背景有关。韩国以及许多亚洲国家，受到了中国清朝时期与英国之间鸦片战争的影响，那时由于民众普遍吸食鸦片，鸦片战争对中国社会造成了严重破坏。从那以后，韩国对各种毒品都非常忌惮。

### 药监政策
自2007年12月起，外国教师必须进行药物测试后才能延长签证。2009年，美国教师安德里亚·范多姆（Andrea Vandom）投诉该政策，并向韩国宪法法院提出，但被驳回。2013年，范多姆向联合国人权事务委员会请愿。联合国和韩国国家人权委员会指出这项政策具有歧视性。

2021年，韩国出台了教师药检政策。

### 新的反回扣法
2013年，韩国政府宣布对药品反回扣法进行改革。这样，医药营销过程中不会产生回扣。该法律的主要目的是对接触非法药品的医生和药剂师提出刑事指控。
在此之前，制药公司提供回扣只会受到司法处罚，医生和药剂师作为收回扣的一方不会受到惩罚。因此，根据新法律，它改革了对非法回扣的刑事处罚，将责任扩大到收取非法回扣的人。

## 性别差异
根据ESPAD报告 （页面存档备份，存于）（Hibell等，2009年），对于大麻的使用，男女比例差异是相当小的，与世界其他非法药物的使用比例相差不大。然而，报告显示在南非等发展中国家，使用非法药物的男性比例明显高于女性。根据研究发现（Perkonigg等人发表于1998年），在部分国家，比如韩国，使用非法药物的成年男性大约是女性的两倍。

## 药物滥用

### 过去五年中患有物质使用障碍（SUD）的人数
从2013年开始，药物滥用的情况越来越多。不仅是吸食毒品的人，还有那些患有物质使用障碍（SUD）的人。2013年，KoreaBioMed （页面存档备份，存于）有文章显示，每年物质使用障碍人数达到15,000人，在过去五年中有77,000人接受了治疗。因此，物质使用障碍患者的人数有所增加，需要采取新的措施来控制这一情况。
然而，韩国仍然存在毒品犯罪。大多数与毒品有关的犯罪主要发生在江南区和龙山区。毒品通常在娱乐场所进行销售，在江南区，参与贩毒的常是外国留学生和娱乐场所经营者。因为贩毒获利简单。冰毒是最常被吸食和被贩卖的，大多数因毒品被逮捕的案件都与冰毒有关。此外，其他的毒品还有摇头丸和大麻。这些毒品在学生中越来越受欢迎。然而，甲基苯丙胺（冰毒）仍然是韩国人在吸食毒品时的首选。
| 地区     | 2014年 | 2015年 | 2016年 | 2017年 | 2018年 | 总数  | 五年间变化率 |
| -------- | ------ | ------ | ------ | ------ | ------ | ----- | ------------ |
| 首尔     | 2775   | 2404   | 2616   | 2406   | 3154   | 13355 | 13.7         |
| 釜山     | 1232   | 1065   | 1067   | 1070   | 1274   | 5708  | 3.4          |
| 仁川     | 1078   | 1040   | 1134   | 938    | 1279   | 5469  | 18.6         |
| 大邱     | 939    | 828    | 936    | 899    | 960    | 4562  | 2.2          |
| 光州     | 330    | 309    | 327    | 347    | 459    | 1772  | 39.1         |
| 大田     | 441    | 502    | 506    | 717    | 793    | 2959  | 79.8         |
| 蔚山     | 365    | 324    | 261    | 235    | 230    | 1415  | -37.0        |
| 京畿道   | 4150   | 3528   | 3504   | 3403   | 3907   | 18492 | -5.9         |
| 江原道   | 640    | 562    | 511    | 482    | 482    | 2677  | -24.7        |
| 忠清北道 | 500    | 435    | 419    | 372    | 314    | 2040  | -37.2        |
| 全罗北道 | 627    | 458    | 398    | 363    | 444    | 2990  | -29.2        |
| 全罗南道 | 584    | 589    | 564    | 493    | 463    | 2693  | -20.7        |
| 庆尚北道 | 991    | 829    | 892    | 803    | 768    | 4283  | -22.5        |
| 庆尚南道 | 933    | 874    | 752    | 680    | 737    | 3976  | -21.0        |

### 海外韩国人在毒品合法化国家使用毒品
根据韩国法律，严禁居住在海外的韩国公民吸食毒品，即使他们在毒品合法化国家。例如，荷兰已将大麻和某些“软毒品“合法化，但对摇头丸和冰毒等其他毒品仍然严格禁止。但是，韩国法律禁止居住在海外的韩国公民吸食毒品。根据这一法律，即使韩国人在大麻合法化或允许使用的国家也被禁止吸食大麻。返回韩国后，违反该法律的韩国人可能被判处最高五年的有期徒刑。
尽管全球许多国家放宽了对毒品的限制，但韩国对公民使用毒品的管理仍然非常严格。这导致韩国人通过非法途径获取毒品。因为在海外更容易接触到毒品，许多韩国公民，尤其是出国留学的学生，在新居住的国家接触毒品。因此，这些人开始对毒品产生依赖性，以至于当他们回到韩国后依旧继续吸食毒品，从而使韩国非法毒品市场持续扩增。即使吸食电子烟或食品形式的大麻，在世界许多地方都是合法的，但仍被韩国政府视为违法行为。一经发现，可能会被罚款并判处有期徒刑。
人们因为恐惧而不敢寻求医疗或精神方面的帮助。当前限制吸毒的禁毒法律和政策及其严厉的惩罚使公民感到恐惧，即使是那些吸毒者也拒绝寻求戒毒帮助。

### 处方药的使用
随着韩国人口的持续增长，对医疗保健服务的质量和需求也随之提高与增加。出乎意料的是，药品支出给平民和医疗保险公司带来了巨大的财务负担。2002年至2013年期间，药品成本从“每年10.2%上升到每年28.3%”。 药品成本上涨的原因是因为保健系统中开具药物处方和分配药物之间没有分开。药剂师既有权向公众开药也有权分发药物，从而“创造财政激励”。这使他们更乐意销售有“较高利润”的产品或者药物，尽管这个药物存在低价替代品。医生们也意识到他们可以从药品中赚取利润，因此开始向患者过度开药来代替提供医疗服务从而获取更多的利润。

为了减轻韩国民众增加的财务负担并控制药品价格上涨，政府实施了“药物支出合理化计划”。除了降低成本外，该政策还对其医疗保险所涵盖的药物进行了严格限制，以管理药物的过度消费。然而，这项政策给慢性病和低收入患者带来了负面影响，因为他们无法支付政策更改后产生的新的自付费用。《亚太公共卫生杂志》进行的一项研究结论中显示，收入水平和处方药的使用情况是有关系的。根据韩国人口，个人越富有，就有更多机会购买到处方药，尽管低收入群体的病例数量很多。

#### 韩国的医用大麻合法化
自2020年以来，韩国将医用大麻合法化。因此，CBD（大麻油或大麻二酚）可以使用，但仅可用于医疗用途。韩国仍然严格禁止使用毒品。